# Forgotten Realms: Demon Stone
Forgotten Realms: Demon Stone — відеогра, випущена у 2004 році для PlayStation 2, Xbox та Windows. Події гри розгортаються у вигаданому фантастичному світі: «Forgotten Realms», одному з найвідоміших всесвітів настільної рольової гри «Dungeons & Dragons». Незважаючи на назву гри, структура ігрового процесу тільки віддалено нагадує «D&D» і не підкорюється її загальним правилам та вимогам. У ролі сценариста виступив відомий американський фентезійник Роберт Сальваторе.
Також у грі з'являється відомий персонаж багатьох романів Роберта Сальваторе по всесвіту «Forgotten Realms» темний ельф на ім'я Дріззт До'Урден, за нього навіть можна зіграти, що правда тільки один раз (у сьомій главі).

## Сюжет
Троє авантюристів: воїн Раннек, шахрайка Чжай наполовину лісова, а на половину темна ельфа та чаклун Ілліус які здавалося б зустрілися цілком випадково, потрапляють до старовинної в'язниці де ненавмисно звільняють двох дуже злих та небезпечних істот. А саме генерала підступної раси гітіянок Сіреку та володаря не менш непередбачуваної раси слаадів Айґорла. Вони були поневолені у камінь демонів чаклуном, на ім'я Хелбеном, після того, як вперше намагалися захопити світ. Кожне з цих чудовиськ прагне повернутися до старих задумів і лише ненависть одне до одного не дозволяє їм втілити ці амбіції. Герої вчасно розуміють що зробили страшенну помилку та вирішують об'єднатися задля того аби позбутися великого зла знову ув'язнивши монстрів у камінь демонів.

## Ігровий процес
Ви берете під контроль трьох героїв: воїна, мага та шахрайку. Кожен з них має свій власний унікальний набір вмінь. Так, наприклад воїн Раннек дуже потужний у ближньому бою та чудово підходить коли треба щось зруйнувати, шахрайка Чжай уміє бути непомітною та стрибати по різних поверхнях, ну а чаклун Ілліус за допомогою магії може або допомагати союзникам підтримуючи їх або ж нещадно нищити своїх ворогів. Також у будь-який момент гри є можливість перемикання між персонажами задля використання їхніх здібностей за вашим бажанням. У міру проходження гри, після кожної глави яких всього є десять, ваші герої отримуватимуть нові рівні, що в свою чергу дасть змогу вивчати нові навички та купувати нове потужніше спорядження, зброю та артефакти.

## Критика
Гра отримала позитивні відгуки критиків. Хетер Ньюман з Detroit Free Press назвав гру «надзвичайно кінематографічною», додавши, що «діалогам та сюжету слід завдячувати Роберту Сальваторе».
Джуді Сигель-Іцкович з Jerusalem Post дала грі чотири з половиною зірки. Вона високо оцінила графіку як «відмінна», і звук, називаючи музику «надихаючею і драматичною», також вона гарно оцінила озвучку та звукові ефекти.
Demon Stone була номінована на дві нагороди від Британська академія телебачення та кіномистецтва (BAFTA), та на чотири нагороди від Академії інтерактивних мистецтв і наук.